# 超声学
超声学（Ultrasonics）是聲學的一個分支，主要研究頻率高於人類聽覺上限頻率（也就是超音波）的聲波，像是主要研究超音波的產生、接收和在媒質中的傳播規律。